# Setellia costalis
Setellia costalis är en tvåvingeart som först beskrevs av Ignaz Rudolph Schiner 1868.  Setellia costalis ingår i släktet Setellia och familjen Richardiidae.
Artens utbredningsområde är Venezuela. Inga underarter finns listade i Catalogue of Life.